# 22645 Rotblat
22645 Rotblat (1998 OT6) là một tiểu hành tinh vành đai chính. Nó được đặt theo tên Joseph Rotblat.